# Lac La Moinerie
Der Lac La Moinerie (in der Inuit-Sprache Ammaluaq – „runder See“) ist ein See im Nordosten der Region Nunavik in der Verwaltungsregion Nord-du-Québec der kanadischen Provinz Québec.

## Lage
Der Lac La Moinerie befindet sich 110 km südsüdöstlich der Ungava Bay.
Der 240 m hoch gelegene kreisförmige See hat einen Durchmesser von 9 km und eine Fläche von 60 km².
Sein Abfluss, der Fluss Rivière Danguy, führt nach Norden zum benachbarten See Lac Guers und weiter zum Rivière Marralik.

## Einschlagkrater
Der See liegt in einem Impaktkrater, der vor 400 ± 50 Millionen Jahren im Silur oder Devon entstand.
Der ursprüngliche Kraterdurchmesser wird auf 8 km geschätzt.